# Florence Ekpo-Umoh
Florence Ekpo-Umoh (ur. 27 grudnia 1977 w Lagos) – nigeryjska lekkoatletka, sprinterka od 2000 reprezentująca Niemcy.
W 2003 wykryto u niej niedozwolony środek dopingowy – Stanozolol, za co nałożono na nią karę dwuletniej dyskwalifikacji.

## Osiągnięcia
- brązowy medal halowych mistrzostw świata (sztafeta 4 x 400 m, Lizbona 2001)
- srebro mistrzostw świata (sztafeta 4 x 400 m, Edmonton 2001)
- złoty medal mistrzostw Europy (sztafeta 4 x 400 m, Monachium 2002)
- 8. miejsce podczas igrzysk olimpijskich (sztafeta 4 x 400 m, Pekin 2008)

## Rekordy życiowe
- bieg na 300 m – 37,02 (2001)
- bieg na 400 metrów – 51,13 (2001)
- bieg na 300 m (hala) – 37,98 (2000)
- bieg na 400 metrów (hala) – 52,37 (2000)